# Sueño de la muerte
El Sueño de la muerte  es el quinto y último de los Sueños de Francisco de Quevedo. Fue escrito en 1621, aunque no vio la luz hasta 1627 en la edición de Sueños y discursos publicada en Barcelona. Su versión expurgada, La visita de los chistes se publicó en 1631 dentro de los llamados Juguetes de la niñez.

## Análisis

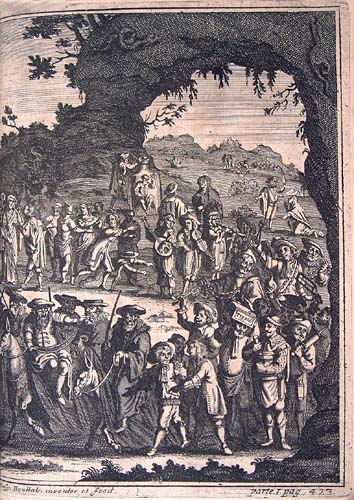
Sueño de la muerte.

El narrador, deprimido y  comienza un viaje por el inframundo donde la Muerte le sirve de guía. A lo largo del trayecto va encontrando a muchos personajes muertos de la historia de España, entre ellos al marqués de Villena, quien protagoniza una áspera crítica del estado de la sociedad peninsular.
De todos los Sueños, el de la Muerte es el más sombrío y el más preciso. También es donde se pueden encontrar el mayor número de alusiones ideológicas quevedescas, sobre todo a los médicos, particularísima obsesión personal de Quevedo. Quevedo se mofa de la imagen tradicional de la muerte e incluso distorsiona su aspecto físico para alejarse de las supersticiones de su época.
La figura del tribunal de la Muerte constituye una de las innovaciones más conocidas de todos los Sueños. Directamente, es una parodia del tribunal de Dios que aparece en el Sueño del Juicio.  Aquí la Muerte está rodeada de los elementos más negativos del carácter humano, como la Envidia y la Avaricia, en contraposición otra vez a los integrantes del tribunal de Dios. Es un elemento moralizante, a pesar de su carácter sumamente profano.
Es también la obra más sexual de toda la serie.  A lo largo de sus páginas, se encuentra tal cantidad de personajes y situaciones que aluden directamente a la rígida moral sexual de la época de Quevedo. Una escena, por ejemplo, parodia El jardín de las delicias de El Bosco.